# Neuontobotrys linearifolia
Neuontobotrys linearifolia là một loài thực vật có hoa trong họ Cải. Loài này được (Kuntze) Al-Shehbaz mô tả khoa học đầu tiên năm 2004.